# جورج كيسلر (لاعب كرة قدم)
جورج كيسلر (بالألمانية: Georg Keßler)‏ هو لاعب كرة قدم وأستاذ جامعي ومدرب كرة قدم ألماني في مركز الدفاع، ولد في 23 سبتمبر 1932 في ساربروكن في ألمانيا. لعب مع فورتونا سيتارد.

## وصلات خارجية
- جورج كيسلر (لاعب كرة قدم) على موقع قاعدة بيانات كرة القدم.إي يو (الإنجليزية)
- جورج كيسلر (لاعب كرة قدم) على موقع بيانات كرة القدم. دي إي (الألمانية)
- جورج كيسلر (لاعب كرة قدم) على موقع عالم كرة القدم.نت (الإنجليزية)